# 바삭함

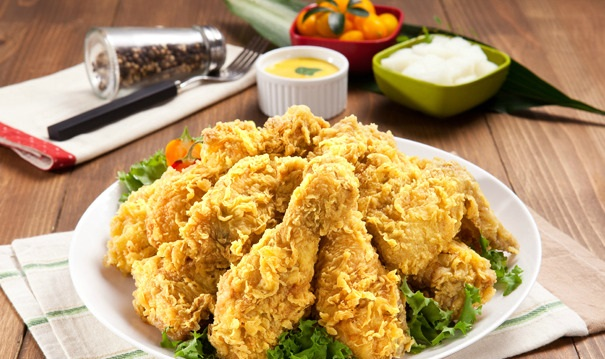
프라이드 치킨은 닭고기에 튀김옷을 입히고 기름에 튀겨 씹을 때 바삭한 식감을 더한다.

바삭함은 가장 일반적인 음식 질감 속성 중 하나이다. 바삭함이란 딱딱한 음식이 부서질 때 소리가 나는 것을 말한다. 바삭하다고 묘사되는 식품은 부서지기 전에 변형의 징후를 보이지 않는 경향이 있다.

## 선호
바삭한 식감의 선호는 여러 문화권에서 나타난다. 미국의 신경인류학자 존 앨런은 인간이 바삭한 맛을 즐기게 된 이유를 다양하게 추측하였다. 여기에는 최초의 영장류부터 시작된 것으로 추정되는 딱딱한 키틴질의 껍질이 포함된 곤충의 섭취, 아삭하고 단단한 식감을 가진 신선한 채소에 대한 선호, 조리에 불을 이용하게 되면서 등의 주장이 있다.

## 바삭함을 위한 요리기술
요리에서 바삭한 식감을 내는 데는 여러 가지 기술이 있다. 감자튀김처럼 음식을 기름에 튀기면 바삭해질 수 있다. 여기에 곡분, 달걀물, 빵가루를 섞은 튀김옷을 입히면 바삭한 느낌이 더해진다. 베이징 카오야나 포르케타, 페르닐 껍질에서 알 수 있듯이 건조하게 열을 가하는 베이킹과 로스팅도 재료에 바삭한 느낌을 더해줄 수 있다.
전자레인지에 음식을 데우면 마이크로파가 음식 안의 수분을 가열하여 음식 가장자리가 눅눅해지기 때문에 바삭함이 사라진다.